# Особая папка
Особая папка («ОП», сс/оп) в СССР — высшая степень секретности документа, подлежащего архивации. Существовала в Политбюро ЦК КПСС, Совете Министров СССР, у президента СССР. 
В фонде НКВД-МВД СССР Государственного архива Российской Федерации (фонд 9401, опись 2) хранятся «Особые папки», материалы которых, относящиеся к 1944—1959 гг., включают 33 единицы хранения. Достоверно известно о существовании таких папок, содержащих документы, касающиеся деятельности следующих видных фигур в истории СССР:
- «Особая папка» И. В. Сталина
- «Особая папка» К. Е. Ворошилова
- «Особая папка» В. М. Молотова
- «Особая папка» Н. С. Хрущёва
- «Особая папка» Г. М. Маленкова
- «Особая папка» Л. П. Берии

Часть документов была опубликована Владимиром Буковским в процессе по «делу КПСС против Ельцина» в Конституционном суде России (июль-октябрь 1992), а часть была передана польской стороне в связи с расследованием катынского дела.